# Marketing cyfrowy
Marketing cyfrowy (ang. digital marketing) – marketing polegający na wykorzystaniu mediów cyfrowych (np. Internetu, telefonii komórkowej) w celu dotarcia do konsumentów. Wyróżnić można kanały komunikacji takie jak: poczta elektroniczna, media społecznościowe, treści (content marketing), optymalizacja dla wyszukiwarek internetowych (SEO).